# Come diventare ricchi sfondati nell'Asia emergente
Come diventare ricchi sfondati nell'Asia emergente (How to Get Filthy Rich in Rising Asia) è un romanzo di Mohsin Hamid del 2013, scritto in forma di manuale d'autoaiuto dal tono drammaticamente ironico.

## Trama
Il protagonista è un "tu" senza nome al quale il narratore-protagonista consiglia di fuggire dal villaggio di origine per trasferirsi in città. Seguendo dodici semplici regole (studiare, non innamorarsi, scansare gli idealisti, farsi amico un burocrate...), il protagonista arriverà a costruire un'azienda di successo. Compromessi ed abilità porteranno l'uomo determinato a diventare un magnate (nel campo dell'imbottigliamento di acqua minerale), capace anche di riscoprire alcuni principi fondamentali nel momento dell'avvicinarsi della catastrofe.

## Edizioni
- Come diventare ricchi sfondati nell'Asia emergente, Collana Supercoralli, Torino, Einaudi, 2013, ISBN 978-88-062-1577-4.